# Glühkathode
Eine Glühkathode ist eine beheizte Kathode (negativ geladene Elektrode) in Elektronenröhren und teilweise auch in Gasentladungsröhren. Sie funktioniert nach dem Prinzip des Edison-Richardson-Effektes und liefert freie Elektronen. Sie wird häufig als Filament (englisch für Glühfaden) bezeichnet.

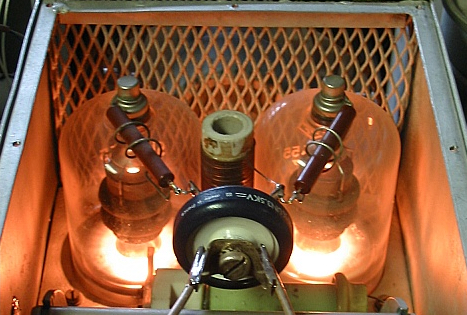
Glühende Kathoden in kleinen Senderöhren eines Amateurfunksenders

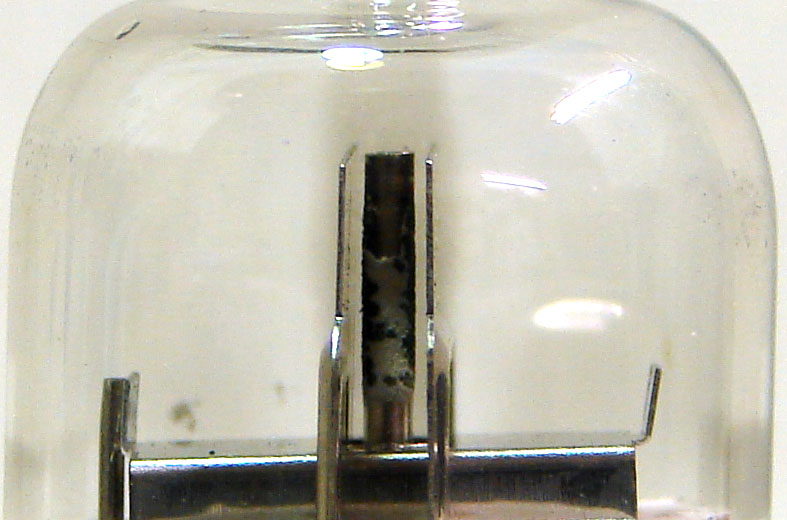
Röhre mit teilweise abgelöster Kathodenschicht

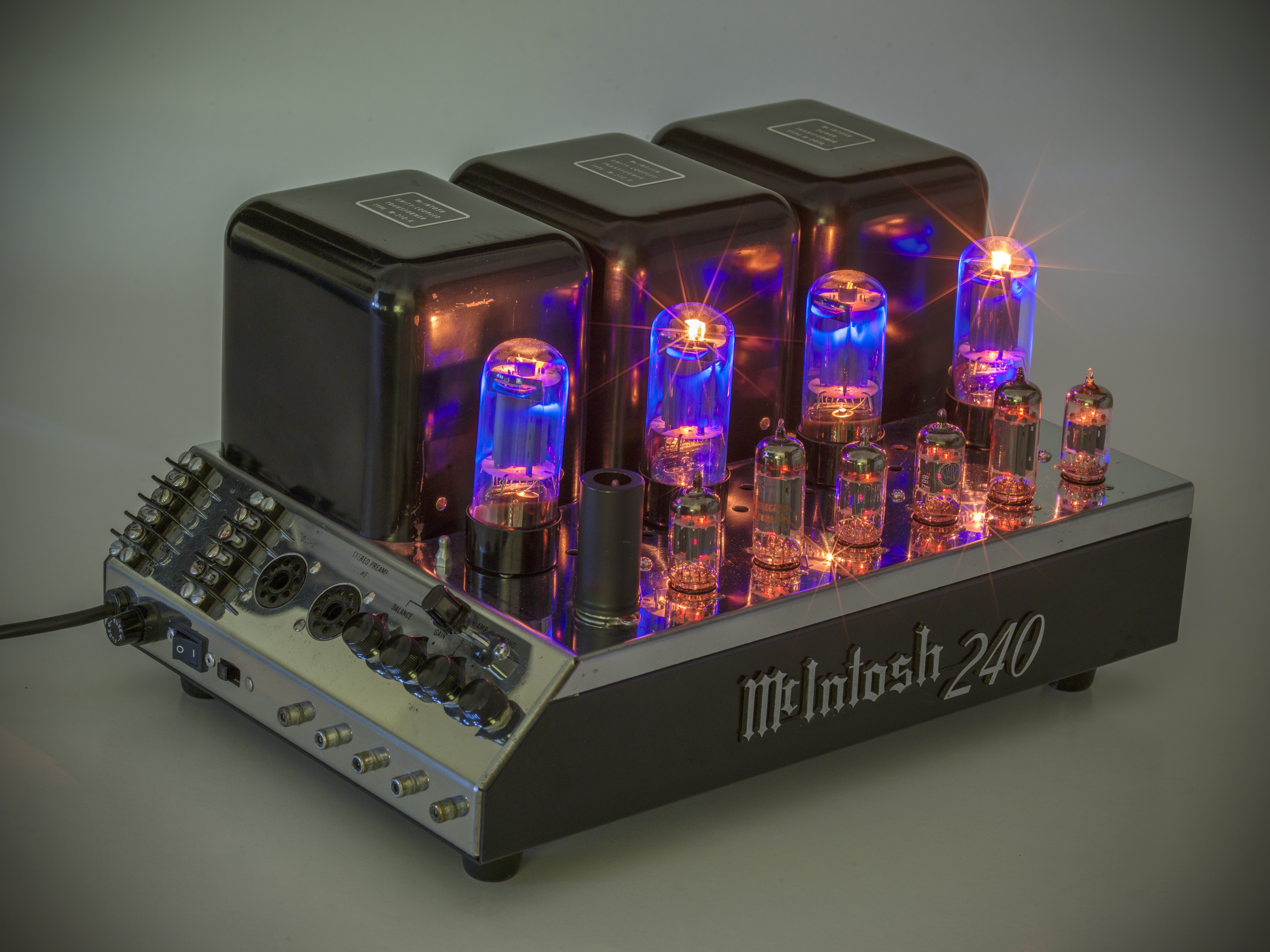
High-End-Audio-Endstufe MC240 von McIntosh Laboratory von 1961 mit 2 × 40 Watt Ausgangsleistung

Merkmale sind die Austrittsarbeit der verwendeten Materialien sowie die Lebensdauer und das Verhalten bei verschiedenen Stromdichten.

## Beheizung
Es gibt zwei Arten der Heizung:
1. Indirekte Heizung: Die Glühkathoden werden bei diesen Verfahren durch einen gesonderten und elektrisch von der Kathode isolierten Heizstromkreis mit einer Wolfram-Glühwendel erhitzt. Die Keramik-isolierte Wendel befindet sich  in einem Metallröhrchen (oft aus Nickel), welches die Oxidkathoden-Schicht trägt.
2. Direkte Heizung: Die Kathode wird durch den Heizdraht selbst gebildet. Der Heizleiter kann ein Draht oder ein Band sein. Er kann zwischen Federn gespannt oder gewendelt (freitragend) sein.

## Funktion und Materialien

Strom-Spannungs-Kennlinie einer Diode. Gestrichelt: Sättigungsströme für unterschiedliche Kathodentemperaturen

Um die erforderliche Temperatur der Glühkathode gering zu halten, werden auf der Kathodenoberfläche Materialien eingesetzt, die eine geringe Austrittsarbeit haben, z. B. Rhenium oder Thorium-dotiertes Wolfram. Meist werden jedoch sog. Oxidkathoden eingesetzt, die beispielsweise mittels einer Bariumoxid-Schicht besonders geringe Kathodentemperaturen ermöglichen (ca. 700–800 °C).
Bedeutung für Elektronenquellen und Plasmatrons hat auch einkristallines oder keramisches Lanthanhexaborid (LaB6, Austrittsarbeit < 4 eV) oder Ceriumhexaborid (CeB6).
Die Elektronen in der Glühkathode haben eine Fermi-Geschwindigkeitsverteilung. Mit Zunahme der Kathodentemperatur werden dabei die Elektronen im Mittel schneller. Die besonders schnellen Elektronen aus dem sogenannten „Fermi-Schwanz“ der Geschwindigkeitsverteilung haben genügend Energie, um die Austrittsarbeit in das Vakuum leisten zu können. Im Gegensatz zu Kaltkathoden, bei denen die Elektronen durch sehr starke Felder aus der Kathode gerissen werden, ist bei einer Glühkathode die maximale Menge der austretenden Elektronen nur von der Temperatur und den Materialeigenschaften abhängig. Es müssen zwei Fälle unterschieden werden:
- In Rauschdioden (früher verwendete Rauschgeneratoren) werden alle austretenden Elektronen zur Anode abgesaugt, was man als Sättigung bezeichnet. Die Stromstärke hängt dabei nur von der Temperatur der Kathode ab, nicht aber von der Anodenspannung, sofern diese einen Mindestwert von etwa 100 V übersteigt. Um eine lange Lebensdauer der Kathode sicherzustellen, muss diese aus reinem Wolfram bestehen. Der Sättigungsstrom von Oxidkathoden ist so groß, dass die Oberfläche schnell zerstört wird.
- Bei allen anderen Kathoden verlassen erheblich mehr Elektronen die Kathode, als benötigt werden. Wenn keine abgesaugt werden, fallen alle nach sehr kurzer „Flugdauer“ (einige Nanosekunden) wieder auf die Kathode, weil sich entgegengesetzte Ladungen anziehen. Dabei bilden die Elektronen eine Raumladungswolke um die Kathode. Durch eine ausreichend positiv geladene Anode kann ein geringer Bruchteil aller herumschwirrenden Elektronen abgesaugt werden.

Meist muss der Kathodenstrom, also die Menge der Elektronen, die vor einer Anode angezogen werden, reguliert werden. Deshalb ist die Kathode von einer negativ geladenen Elektrode (Gitter oder Wehneltzylinder) umgeben, was man als raumladungsbeschränkten Betrieb bezeichnet. Den sehr unscharfen Rand der Raumladungswolke bezeichnet man als virtuelle Kathode.

## Anwendung
- Indirekt beheizte Oxidkathoden in Kathodenstrahlröhren und anderen Elektronenröhren
- Direkt beheizte Oxidkathoden in Leuchtstofflampen, Vakuum-Messgeräten, Fluoreszenzanzeigen und Gleichrichterröhren
- Direkt beheizte Metallkathoden
  - z. B. thorierte Wolframkathoden in Magnetrons und Senderöhren
  - so genannte „Haarnadelkathoden“ im Elektronenmikroskop und im Kathodolumineszenzmikroskop

Glühkathoden stellen einen wesentlichen, die Lebensdauer begrenzenden Faktor bei Elektronenröhren und Leuchtstofflampen dar. Hat eine Glühkathode ihre Fähigkeit verloren, Elektronen bei der vorgesehenen Temperatur zu emittieren, ist sie „taub“.
Oxidkathoden lassen sich aber häufig noch einmal „regenerieren“ bzw. neuformieren, indem man sie überheizt und dabei stark elektrisch belastet. Schmutz, der die Oberfläche der Kathode „vergiftet“, also die Austrittsarbeit erhöht, wird dabei von der Kathode heruntergerissen, neues metallisches Barium wird freigesetzt. Auch eine dauernde Überheizung war früher bei gealterten Bildröhren üblich, bevor man dort zwischenschichtfreie Langlebensdauer-Kathoden verwendete.